# Il faut laisser le temps au temps
Singles de Félix Gray et Didier Barbelivien
À toutes les filles...
(1990) E vado via
(1991)
Il faut laisser le temps au temps est une chanson interprétée par Didier Barbelivien et Félix Gray. Elle est sortie en novembre 1990 en tant que deuxième single de l'album Les Amours cassées. Elle occupera la première place du Top 50, avec À toutes les filles..., également sur le même album.

## Accueil commercial
En France, Il faut laisser le temps au temps débute à la 18e place du Top 50 du 1er décembre 1990, soit le meilleur démarrage de la semaine. Le single est entré dans le top 10 deux semaines plus tard et détrône la chanson Petit Frank de François Feldman de la première place lors de sa huitième semaine, permettant à Gray et Barbelivien de devenir le premier duo à obtenir deux singles numéro un en France. Il reste en tête du classement pendant deux semaines, puis est resté trois semaines à la deuxième place avant de quitter le Top 50, après 21 semaines de présence.
Il faut laisser le temps au temps atteint la quatrième place du classement belge le 22 décembre 1990, ne réussissant pas à égaler le succès de À toutes les filles..., le précédent single du duo, qui était numéro un. Il s'est classé à la 37e place du hit-parade flamand, où il est resté une semaine.
Dans l'Eurochart Hot 100, le single est entré à la 39e place le 15 décembre 1990, atteignant la 8e place six semaines plus tard et restant 19 semaines au total dans le top 100.

## Liste des titres
| A. | Il faut laisser le temps au temps                         | 3:56 |
| B. | Il faut laisser le temps au temps (version instrumentale) | 3:57 |

## Crédits
- Didier Barbelivien – chant, paroles
- Félix Gray – chant, musique
- José Souc – guitare
- Bernard Estardy – arrangements, ingénieur du son
- Jean Albertini – réalisation
- Alain Marouani – photographie

Crédits adaptés des notes d'accompagnement.

## Classements et certifications
| Classement (1990–91)                   | Meilleure position |
| -------------------------------------- | ------------------ |
| Belgique (Flandre Ultratop 50 Singles) | 37                 |
| Belgique (SABAM)                       | 4                  |
| Europe (Eurochart Hot 100)             | 8                  |
| France (SNEP)                          | 1                  |

| Classement (1990) | Position |
| ----------------- | -------- |
| France (SNEP)     | 12       |

| Classement (1991)          | Position |
| -------------------------- | -------- |
| Europe (Eurochart Hot 100) | 54       |